# Wii ISO Archive
Wii ISO Archive, souvent abrégé WIA, est un format de compression pour les jeux Wii et GameCube au format ISO. 
Il est plus long de convertir un ISO en WIA qu'en WBFS ou GCZ, mais cela permet une meilleure compression. 
Pour que le jeu soit jouable, il faut le convertir dans un format moins compressé (comme ISO, WBFS ou GCZ).
Le logiciel « officiel » pour gérer ce format est sous la licence GPL2.